# Jåkarn
Jåkarn är en sjö i Lycksele kommun i Lappland och ingår i Umeälvens huvudavrinningsområde. Sjön har en area på 0,806 kvadratkilometer och ligger 265,9 meter över havet. Sjön avvattnas av vattendraget Lycksabäcken.

## Delavrinningsområde
Jåkarn ingår i det delavrinningsområde (720311-161550) som SMHI kallar för Utloppet av Jåkarn. Medelhöjden är 294 meter över havet och ytan är 9,68 kvadratkilometer. Räknas de 7 avrinningsområdena uppströms in blir den ackumulerade arean 148,79 kvadratkilometer. Lycksabäcken som avvattnar avrinningsområdet har biflödesordning 2, vilket innebär att vattnet flödar genom totalt 2 vattendrag innan det når havet efter 196 kilometer. Avrinningsområdet består mestadels av skog (61 procent) och sankmarker (17 procent). Avrinningsområdet har 0,81 kvadratkilometer vattenytor vilket ger det en sjöprocent på 8,4 procent.